# Festival du film britannique de Dinard 2008
Le Festival du film britannique de Dinard 2008 est la 19e édition du Festival du film britannique de Dinard. Lambert Wilson, acteur français, en est le président du jury.
Le parrain du Festival est Pierre Mondy.

## Jury
|  | Nom                                | Qualité     | Nationalité |
|  | ---------------------------------- | ----------- | ----------- |
|  | Lambert Wilson (président du jury) | acteur      | France      |
|  | Gabriel Aghion                     | réalisateur | France      |
|  | Arié Elmaleh                       | acteur      | France      |
|  | Tara Fitzgerald                    | actrice     | Royaume-Uni |
|  | Valérie Kaprisky                   | actrice     | France      |
|  | Aïssa Maïga                        | actrice     | France      |
|  | Rory McCann                        | acteur      | Royaume-Uni |
|  | Lucy Russell                       | actrice     | Royaume-Uni |
|  | Alice Taglioni                     | actrice     | France      |

## Films sélectionnés

### En Compétition
- Boy A de John Crowley
- The Club de Neil Thompson
- Ultime Évasion (The Escapist) de Rupert Wyatt
- Helen de Joe Lawlor et Christine Molloy
- The Market  de Ben Hopkins
- A Complete History of My Sexual Failures de Chris Waitt

### Film d'ouverture
- My Life So Far de Hugh Hudson

### Film de clôture
- Somers Town de Shane Meadows

### Séance spéciale
- I Feel Good ! (Young at Heart) de Stephen Walker

### Hommage
- Hugh Hudson

## Palmarès
- Hitchcock d'or : Boy A de John Crowley